# Bjergsen
Søren Bjerg (* 21. února 1996) je dánský profesionální hráč videoher, který hraje pod herní přezdívkou Bjergsen. V současné době hraje MOBA hru League of Legends jako středový hráč za Team Liquid (TL) ze severoamerické League of Legends Championship Series (NA LCS). Od svého nástupu do TSM v roce 2013 tým získal několik NA LCS titulů a objevil se na čtyřech Mistrovstvích světa (2014, 2015, 2016, 2017) v League of Legends.

## Kariéra
Během třetí sezóny evropské ligy League of Legends Championship Series (LCS) nebyl Bjergsen schopný hrát se svým týmem až do 3. kola, kvůli věkovému omezení, které zavedlo Riot Games.
Během prvních dvou týdnů, byl dočasně hráčem týmu sub cowTard. Poté, co dosáhl 17 let, byl schopný se vrátit do hlavní sestavy týmu Copenhagen Wolves (CW) a dohrát zbývající zápasy LCS. Potom, co se stal úspěšným s týmem CW, přijal nabídku od týmu Ninjas in Pyjamas (NIP), se kterými hrál letní část LCS.
Dne 2. listopadu 2013 Bjergsen opustil NIP, odstěhoval se do Severní Ameriky a zde se připojil k týmu SoloMid jako jejich středový hráč. Stal se teprve druhým hráčem, který opustil evropskou LCS a začal hrát v severoamerické NA LCS.
V roce 2015 byla Bjergsenovi udělena cena za nejužitečnějšího hráče jarní části North American LCS.
Mistrovství světa v League of Legends 2015 však TSM vůbec nevyšlo. Vypadli už ve skupinové části se skórem 1-5.

## Osobní život
Bjergsen se narodil 21. února 1996. V mládí byl ve škole pod vlivem šikany, kvůli kterému se uzavřel, nechodil do školy a začal hrát videohry. V současnosti žije v gaming-housu týmu SoloMid v Los Angeles. Je také amatérským hráčem her jako jsou Counter Strike 1.6, World of Warcraft a Diablo 2.